# BBÖ 478
Die Dampflokomotivreihe BBÖ 478 war eine Verschub-Tenderlokomotivreihe der Österreichischen Bundesbahn (BBÖ).

## Geschichte
Es war in Österreich allgemein üblich, Schlepptenderlokomotiven, die für den Streckendienst zu schwach geworden waren, im Verschub einzusetzen. In den 1920er-Jahren sahen sich die BBÖ allerdings einem massiven Mangel an Verschublokomotiven gegenüber, da die bisher verwendeten Lokomotiven stark überaltert waren. Man versuchte durch den Kauf von Schweizer Lokomotiven (Reihen BBÖ 130, BBÖ 279 und BBÖ 379), den Mangel hintanzuhalten. Es war jedoch klar, dass die vernünftigste Lösung war, eigene neue Verschublokomotiven anzuschaffen.
Da sich zur selben Zeit die Nebenbahnlokomotive 378 in Entwicklung befand, wollte man unter Übereinstimmung möglichst vieler Bauteile die Verschublokomotivreihe ähnlich dieser gestalten. Unter Wegfall der Laufachsen entstand so die Reihe 478. Außer den dadurch bedingten Änderungen am Rahmen, erhielten die 478er etwas vergrößerte Zylinderdurchmesser, sonst waren die beiden Reihen praktisch gleich.
Wie auch bei den 378ern ging die Reihe 478 ohne Bau einer Prototyplokomotive sofort in Serienfertigung.
Die BBÖ nahmen insgesamt 50 Stück in ihren Bestand auf.
Sie wurden zunächst in Wien Westbahnhof, Wiener Neustadt und Villach eingesetzt, später in fast allen größeren Bahnhöfen.
Einige erhielten in den 1930er-Jahren geschweißte Wasserkästen zur besseren Dichthaltung.
1938 übernahm sie die Deutsche Reichsbahn zunächst als 92.2301–2350. Sie wurden aber bald in 92.2501–2550 umgezeichnet.
Nach dem Zweiten Weltkrieg blieben den ÖBB noch 43 Stück, denen sie unter Beibehaltung der Ordnungsnummern die Reihennummer 392 zuwies. Die letzten 392er waren bis 1972 im Bestand der ÖBB.
Erhalten blieben die 392.2510 und die 392.2530, zweitere betriebsfähig; beide sind Eigentum der ÖGEG.
Die Wolfsegg-Traunthaler Kohlenwerks AG beschaffte 1941 eine ähnliche Maschine, die 1959 einen Giesl-Ejektor, Siederohrdrosselung und Mikro-Funkenfänger erhielt. Sie wurde 1974 ausgemustert. Auch kaufte das Bergbauunternehmen in den Sechziger-Jahren von den ÖBB die 392.2530, welche über das Ende der Reihe bei den ÖBB hinaus eingesetzt und 1983 an die ÖGEG weiterverkauft wurde. In den frühen 2010er-Jahren wurde die Lok in das WTK-Design mit grünen Wasserkästen und Führerhaus versetzt, ehe sie später wieder zur 392.2530 wurde. Die 2510 dient für die 2530 als Ersatzteilspender.